# Povodí Bíliny
Povodí Bíliny je povodí řeky 2. řádu a je součástí povodí Labe. Tvoří je oblast, ze které do řeky Bíliny přitéká voda buď přímo nebo prostřednictvím jejich přítoků. Jeho hranici tvoří rozvodí se sousedními povodími. Na jihu je to povodí Ohře, na severu povodí Muldy a na východě povodí menších přítoků Labe. Nejvyšším bodem povodí je s nadmořskou výškou 956 m Loučná v Krušných horách. Rozloha povodí je 1082 km² a nachází se zcela na území Česka.

## Správa povodí
Na území Česka se správou povodí zabývá státní podnik Povodí Ohře závod Chomutov.

## Dílčí povodí
| povodí                    | rozloha km² | nejvyšší bod | nadm.výška m | odtékající řeka   | průtok v ústí m³/s |
| ------------------------- | ----------- | ------------ | ------------ | ----------------- | ------------------ |
| Povodí Srpiny             | 189,67      | …            | …            | Srpina            | 0,35               |
| Povodí Ždírnického potoka | 119,76      | …            | …            | Ždírnický potok   | …                  |
| Povodí Bouřlivce          | 115,40      | …            | …            | Bouřlivec         | …                  |
| Povodí Teplické Bystřice  | 69,62       | …            | …            | Teplická Bystřice | …                  |